# 奇利埃
奇利埃（義大利語：Cigliè），是意大利库内奥省的一个市镇。总面积5平方公里，人口197人，人口密度39.4人/平方公里（2009年）。ISTAT代码为004069。